# Реакция
Вижте пояснителната страница за други значения на Реакция.
Реакцията представлява специфични действия или поведения, които предизвиква даден стимул. В психологически план на един и същ стимул могат да съответсват широк спектър от реакции, обусловени от уникалността на всяка личност. Въпреки това съществуват регистри от реакции, които са приети за норма и често се използват като база за сравнение в психодиагностиката. Всичко поведенчески теории са основани най-общо на принципа стимул-реакция.